# National Soccer League (1980)
National Soccer League 1980 – czwarta edycja piłkarskiej ligi National Soccer League (NSL). W czwartym sezonie wystąpiło 14 drużyn, tytuł mistrzowski, po raz drugi zdobyła drużyna Sydney City (wcześniej w roku 1977 jako Eastern Suburbs).

## Uczestnicy sezonu 1980
- Adelaide City
- APIA Leichhardt Tigers
- Blacktown City FC
- Brisbane City FC
- Brisbane Lions
- Canberra City FC
- Heidelberg United
- Footscray JUST
- Marconi Fairfield
- Newcastle KB United
- South Melbourne FC
- St. George Saints
- Sydney City
- West Adelaide

## Rozgrywki

### Tabela
| Lp | Drużyna                | M  | Z1 | R  | P  | B+ | B– | +/– | Pkt |
| -- | ---------------------- | -- | -- | -- | -- | -- | -- | --- | --- |
| 1  | Sydney City            | 26 | 16 | 5  | 5  | 51 | 26 | +25 | 37  |
| 2  | Heidelberg United      | 26 | 15 | 6  | 5  | 55 | 33 | +22 | 36  |
| 3  | South Melbourne FC     | 26 | 15 | 5  | 6  | 42 | 21 | +21 | 35  |
| 4  | Marconi Fairfield (M)  | 26 | 14 | 6  | 6  | 53 | 32 | +21 | 34  |
| 5  | Adelaide City          | 26 | 13 | 4  | 9  | 40 | 27 | +13 | 30  |
| 6  | Newcastle KB United    | 26 | 12 | 6  | 8  | 32 | 31 | +1  | 30  |
| 7  | Brisbane Lions         | 26 | 7  | 11 | 8  | 28 | 32 | -4  | 25  |
| 8  | APIA Leichhardt Tigers | 26 | 8  | 7  | 11 | 27 | 35 | -8  | 23  |
| 9  | Footscray JUST         | 26 | 7  | 9  | 10 | 32 | 41 | -9  | 23  |
| 10 | Canberra City FC       | 26 | 7  | 7  | 12 | 34 | 33 | +1  | 21  |
| 11 | Blacktown City FC (B)  | 26 | 9  | 3  | 14 | 34 | 55 | -21 | 21  |
| 12 | Brisbane City FC       | 26 | 4  | 10 | 12 | 29 | 36 | -7  | 18  |
| 13 | West Adelaide          | 26 | 7  | 3  | 16 | 24 | 46 | -22 | 17  |
| 14 | St. George Saints2     | 26 | 5  | 4  | 17 | 32 | 65 | -33 | 14  |

 a) Oznaczenia: M – mistrz kraju z sezonu 1979, B – beniaminek.

b) Cztery najlepsze drużyny awansowały do serii finałowej.

c) Uwagi: 1 Za wygrany mecz przyznawano 2 punkty. 
2 St. George Saints spadł do 1. stanowej ligi, stanu Nowa Południowa Walia.

### Seria finałowa
Seria finałowa w sezonie 1980 miała jedynie charakter pokazowy i nie decydowała o tytule mistrza kraju. Rozwiązanie to było kompromisem pomiędzy australijską tradycją a światowym trendem. W Australii tradycyjnie mistrz rozgrywek wyłaniany był po zakończeniu sezonu zasadniczego w meczu Grand Final, na świecie mistrz rozgrywek wyłaniany był po zakończeniu regularnego sezonu.

#### Ćwierćfinały
| 11 października 1980 | Sydney City · Mark Trenter 35' · Ken Boden k. 39' | 2 – 0Raport | Heidelberg United | Sydney Sports Ground Widzów: 3 457 Sędzia: Tony Boskovic |
|                      |                                                   |             |                   |                                                          |

| 12 października 1980 | South Melbourne FC · Alun Evans 49' 82' · Arthur Xanthopoulos 75' · Branko Buljevic 80' | 4 – 3Raport | Marconi Fairfield · 10' Peter Sharne · k. 19' Gary Byrne · 41' Eddie Krncevic | Middle Park Widzów: 4 500 Sędzia: Chris Bambridge |
|                      |                                                                                         |             |                                                                               |                                                   |

#### Półfinał
| 18 października 1980 | Heidelberg United · Andy Bozikas 26' · Jamie Paton 54' 85' · Gary Cole k. 67' | 4 – 1Raport | South Melbourne FC · 9' Branko Buljevic | Olympic Park Widzów: 7 700 Sędzia: Tim Davies |
|                      |                                                                               |             |                                         |                                               |

#### Grand Final
| 26 października 1980 | Sydney City | 0 – 4Raport | Heidelberg United · k. 32' 43' 77' Gary Cole · 87' Jamie Paton | Bruce Stadium Widzów: 11 126 Sędzia: Don Campbell |
|                      |             |             |                                                                |                                                   |

## Nagrody
- Zawodnik roku: Jim Hermiston (Brisbane Lions)
- Trener roku: John Margeritis (South Melbourne FC)